# St. Johannes Baptist (Betlinshausen)

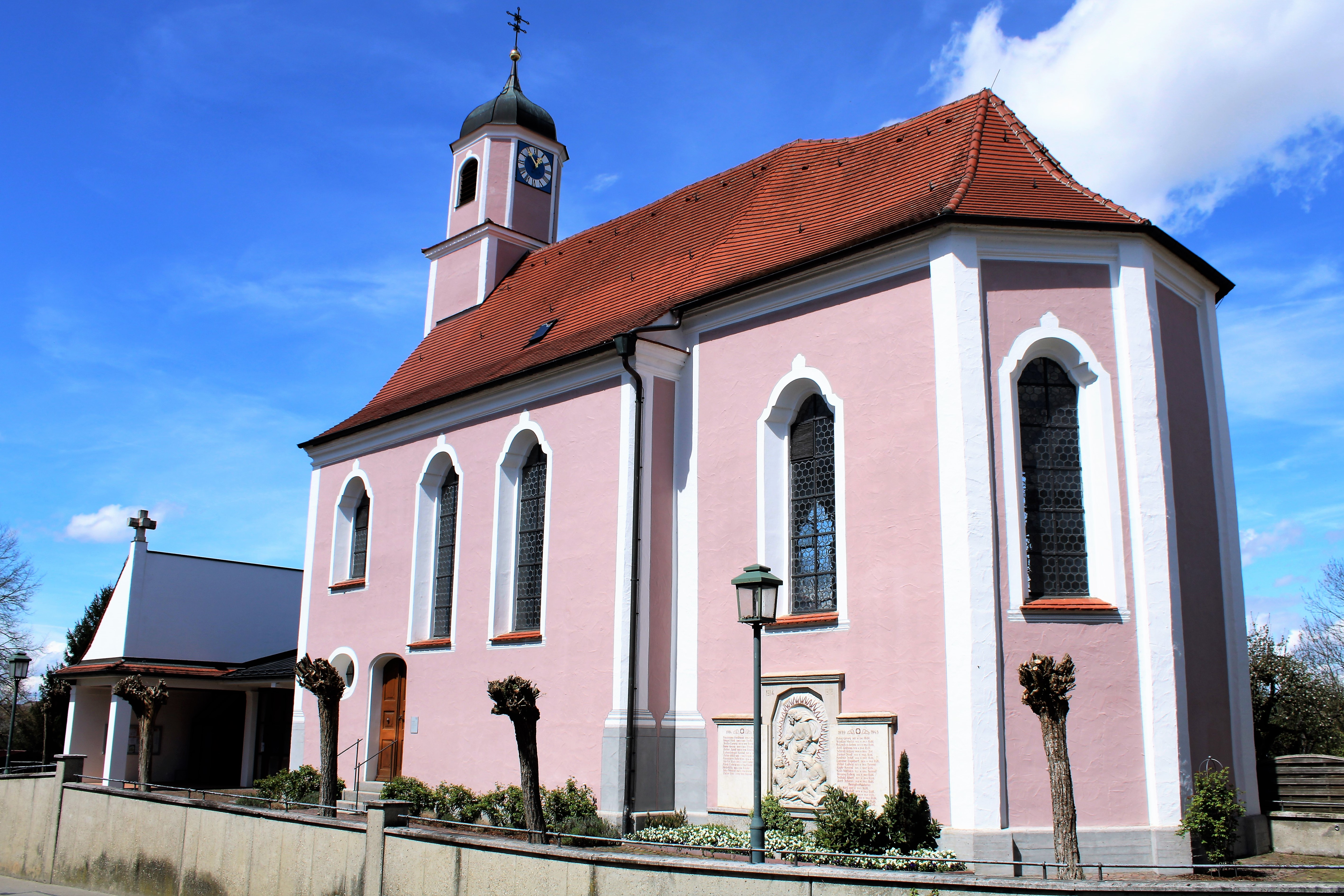
St. Johannes Baptist in Betlinshausen

Die römisch-katholische Kuratiekirche St. Johannes Baptist steht in Betlinshausen, einem Stadtteil von Illertissen im schwäbischen Landkreis Neu-Ulm in Bayern. Das Bauwerk ist  in der Liste der Baudenkmäler in Illertissen als Baudenkmal unter der Nr. D-7-75-129-21 eingetragen. Die Kirche gehört zum Dekanat Neu-Ulm des Bistums Augsburg.

## Beschreibung
Der Entwurf der 1774 gebauten Saalkirche mit Lisenen an den Ecken wird Jakob Jehle zugeschrieben. Sie besteht aus einem Langhaus, einem eingezogenen, dreiseitig geschlossenen Chor im Osten und einem Fassadenturm auf quadratischem Grundriss im Westen, der mit einem achteckigen Geschoss, das die Turmuhr und den Glockenstuhl beherbergt, aufgestockt und mit einer Zwiebelhaube bedeckt wurde. 
Der Innenraum des Langhauses ist mit einer Spiegelgewölbe überspannt. Die Fresken, im Chor mit einem Gnadenbild und im Langhaus mit dem Gastmahl des Herodes, stammen von Konrad Huber. Zur Kirchenausstattung gehört ein Hochaltar, der zum großen Teil von Dominikus Hermengild Herberger gestaltet wurde. Eine um 1520 entstandene Statuette der Maria wird Daniel Mauch zugeschrieben. Ein um 1735/40 entstandenes Vortragekreuz stammt von Dominikus Hermengild Herberger.